# Blackwell (Teksas)
Blackwell – miasto w Stanach Zjednoczonych, w stanie Teksas, w hrabstwie Nolan.